# نارک (تاجیکستان)
نارَک (به تاجیکی: Норак) شهری در ولایت ختلان تاجیکستان است. نارک کنار رودخانهٔ وخش، ۸۸۵ متر بالای سطح دریا و در ۷۰ کیلومتری جنوب شرقی دوشنبه واقع شده‌است. این شهر ۱۸٬۹۵۰ نفر (برآورد سال ۲۰۰۸) جمعیت دارد.
شهر نارک در کنارۀ رود وخش قرار دارد. مساحت این شهر بیش از ۳۲۴٫۵ کیلومتر مربع است. از نارک تا شهر دوشنبه ۶۴ کیلومتر  و تا مرکز ولایت ختلان یعنی شهر باختر ۱۳۰ کیلومتر است. از کوه‌های پیرامون نارک، کوه نارک با ۱٬۷۱۴ متر، بلندترین ارتفاع را دارد.
همچنین این شهر دارای یک ناحیۀ نظامی است، با کارکنانی که در کنار امکانات تجسسی ماهواره‌ای کار می‌کنند.

## تاریخچه
در کتاب تاجیکان اشاره می‌شود که در عصر سنگ در این مکان انسان زندگی می‌کرده‌است. مورخان چهل هزار یافته از حفریات نارک پیدا کرده‌اند که حاصل آموزش و خلاصه نویسی‌های متخصصین‌اند.
با برقرار شدن حکومت شوروی در این گوشهٔ تاجیکستان هم نشانه‌های حیات نو پیدا شدند. همان سال‌ها برقکاران شوروی به ساخت نیروگاه آبی-برقی در نارک توجه نشان دادند. شهر در سال ۱۹۶۰ در پی ساخت سد نارک، که در سال ۱۹۸۰ به اتمام رسید، مشهور شد. نارک در ۱۶ دسامبر سال ۱۹۶۰ رسما به عنوان شهر ثبت شد.